# Rafael R. Villalobos
Rafael Rodríguez Villalobos (Sevilla, 14 de julio de 1987) es un director de escena, dramaturgo, escenógrafo y figurinista español.

## Biografía
Rafael Rodríguez Villalobos nació en la capital hispalense en el seno de una familia sin tradición artística, aunque desde niño mostró una gran sensibilidad hacia la música y el teatro, estudiando pintura, guitarra y piano por voluntad propia.
Comienza sus estudios musicales en el Conservatorio Cristóbal de Morales de Sevilla, donde se forma en canto y armonía, compaginándolo con estudios de Arquitectura en la Escuela Superior de Arquitectura de Sevilla. Más tarde marcha a Madrid, donde se licencia en la Real Escuela Superior de Arte Dramático, que combina con diversas clases máster con Eduardo Arroyo, Mario Gas y Vicent Dumestre. Completa sus estudios con un máster en estudios musicales de la Universidad de Barcelona y la Escuela Superior de Música de Cataluña, donde obtiene las más altas calificaciones por su disertación sobre Peter Sellars y Gerard Mortier, así como en la Central School of Speech and Drama de Londres.
En 2019 recibe el Premio de la Fundación Princesa de Girona de las Artes y las Letras como reconocimiento a su capacidad para crear universos de un profundo atractivo plástico y su visión de la ópera como una herramienta de construcción social.

## Trayectoria
Inició su carrera artística junto a Lola Blasco, adhiriéndose a Abiosis Teatro y diseñando el espacio escénico y vestuario de Foto Finis (2009) y más tarde de Pieza Paisaje en un prólogo y un acto (2011), obra ganadora del XXV Premio Buero Vallejo que presentan en Escenas de Noviembre, Alternativa Teatral y la XIX Muestra de Teatro de Alicante protagonizada por Julián Fuentes. Además, es seleccionado como intérprete y diseñador para la performance Six Acts de la Cuadrienal de Praga. En Barcelona presenta A Welcome Guest: Microópera para un solo intérprete (2012), versión libre de Dido y Eneas que protagoniza Pere Jou (Quart Primera).
En 2013 gana la VII Edición del Premio Europeo de Dirección Operística, siendo el más joven ganador hasta la fecha, y es invitado a dirigir Noyes Fludde de Benjamin Britten en Wiesbaden con motivo del centenario del compositor inglés. Además, es finalista del Independent Opera at Sadler's Wells de Londres. En 2016 es nominado a los International Opera Awards en la categoría de Best Young Director por su precoz trayectoria.
En 2015 consigue la Beca de Residencia de la Real Academia de España en Roma para desarrollar el proyecto ROMAESAMORALREVES: L'Anno Santo di Roma mezclando textos de Calderón y textos propios inspirados en la historia de Marco Prato, y que se estrena en el Tempietto di Bramante protagonizada por Delapuríssima, que en 2017 lo invita para dirigir su solo Hagriografías en el Teatro de la Zarzuela a la Orkesta Mendoza y el Cuarteto Quiroga.
Ha colaborado con directores como David Afkham, Tito Ceccherini, Janos Kovacs, Aaron Zapico, así como el Premio Nacional de Danza Pedro Berdayes, estrenando proyectos en España, Italia, Alemania, Reino Unido y Hungría en escenarios como el Teatro Real (Dido y Eneas, de H. Purcell) y el Auditorio Nacional de Música (Elektra, de R. Strauss), así como el Teatro Massimo di Palermo (Superflumina, de S. Sciarrino) o la Ópera Estatal de Hungría (Hänsel und Gretel, de E. Humperdinck). Algunos de estos proyectos han sido emitidos por la BBC y la plataforma digital OperaVision, o distribuidos por Yelmo Cines en cines de toda España.

## Obras dirigidas
- Hansel und Gretel, de E. Humperdinck (Hungarian State Opera, Budapest 2017)[14]
- Superflumina, de S. Sciarrino (Teatro Massimo, Palermo 2017)[13]
- Dido and Aeneas, de H. Purcell (Teatro Real, Madrid 2017)[11]
- Le Bestiaire, a partir de obras de Poulenc y Honnegger (Teatro Principal, Santiago de Compostela 2017)[17]
- Die Entführung aus dem Serail, de W. A. Mozart (West Green House Opera, Londres 2017)[18]
- Hagiografías (Teatro de la Zarzuela, Madrid 2017)[19]
- Elektra, de R. Strauss (Auditorio Nacional de Música, Madrid 2017)[20]
- He Who Loves Beauty, a partir de obras de B. Britten (Teatro Principal, Santiago de Compostela 2016)[21]
- ROMAESAMORALREVES, a partir de obras de C. de la Barca (Tempietto di Bramante, Roma 2016)[22]
- Rigoletto, de G. Verdi (Teatro Sociale, Como 2016)[23]
- Dido and Aeneas, de H. Purcell (Teatro Real, Madrid 2015)[24]
- Il Vigilante Dio, a partir de obras de Monteverdi (Teatro Principal, Zaragoza 2015)[25]
- La Serva Padrona, de G. B. Pergolesi (Teatro Lope de Vega, Sevilla 2015)[26]
- Noyes Fludde, de B. Britten (Lutherkirche, Wiesbaden 2013)[27]
- A Welcome Guest, a partir de Dido and Aeneas de H. Purcell (Fábrica Moritz, Barcelona 2012)

## Galardones
- Premio Fundación Princesa de Gerona Artes y Letras (2019)